# Los años dorados
Los años dorados es una comedia de situación chilena basada en la serie estadounidense The Golden Girls, producida por UCV Televisión en coproducción con The Walt Disney Company. La serie es adaptada por la guionista Luz Croxatto y dirigida por Ricardo Vicuña.
Protagonizada por Gloria Münchmeyer, Carmen Barros, Ana Reeves y Consuelo Holzapfel. La serie cuenta la historia de tres primas y la madre de una de ellas de la tercera edad que, divorciadas o viudas, comparten un departamento en Viña del Mar. En cada episodio habrá un actor invitado.
Los años dorados se estrenó en televisión el 13 de julio de 2015.

## Elenco

### Protagonistas
- Gloria Münchmeyer como Maria Cecilia Fernández (Chichi).
- Ana Reeves como Dolores del Corazón de Jesús Peña Ortiz (Dolo).
- Consuelo Holzapfel como Beatriz Lira Peña (Bea).
- Carmen Barros como Carmen Ortiz, madre de Dolo.

### Invitados
- Walter Kliche como el médico que atiende a Dolo.
- Luis Alarcón como Manuel (Pretendiente de Chichi).
- Julio Jung como Genaro (exmarido de Dolo y padre de Violeta).
- Silvia Santelices como Josefina "Pepa" (antigua amiga de Dolo).
- José Secall como Rigoberto (esposo de Chichi).
- Beltrán García
- Aldo Parodi como Reinaldo Hurtado (pololo virtual de Carmen).
- Agustín Moya como Franco (poeta italiano y pretendiente de Dolo).
- Teresa Münchmeyer como Irene Peña (madre de Beatriz).
- Bastián Bodenhöfer como Agustín "Cucho" Martínez (Pretendiente de Beatriz).
- Maricarmen Arrigorriaga como Magdalena Peña Ortiz (hija de Carmen y hermana de Dolo).
- Schlomit Baytelman como Silvana (amiga de Chichi).
- Fernando Kliche como Padre Pierre.
- Cecilia Cucurella como María Teresa Fernández (Hermana de Chichi).
- Alejandro Goic como Julio Albornoz (Vecino).
- Willy Semler como Oficial Garrido de la PDI.
- Mariana Prat como Esposa de Manuel.
- Paulina Hunt como Marina Concha (Vecina del primer piso. Fallecida).
- Jaime Azócar como el novio polígamo de Chichi.
- Felipe Armas Darío, mendigo que encontró a Carmen cuando se fugó.
- Claudio Valenzuela como Freddy.
- Rolando Valenzuela
- Alejandra Herrera como Yasna Cassic (Diputada de la República de Chile y novia de Genaro).
- Patricia López como Violeta (Hija de Dolo y nieta de Carmen).
- Íñigo Urrutia como Gonzalo (hijo de Bea).
- Juan Pablo Sáez como Daniel, (Novio de Violeta).
- Andrés Pozo
- Naldy Hernández
- Damián Bodenhöfer como Mauro (Toy-boy de Chichi).
- Koke Santa Ana como El Brayan (Líder de la banda criminal "Los Care'Raja").
- Ernesto Gutiérrez como Policía.
- Constanza Pereira como Pacita (nieta de Chichi).
- Javiera Hernández como Dolores (adolescente).
- Maira Bodenhöfer como Chichi (adolescente).
- Elías Figueroa como Él mismo.
- Virginia Reginato, alcaldesa de Viña del Mar como Ella misma.

## Premios y reconocimientos

### Premio Reconocimiento Instituto del Envejecimiento
| Año  | Serie            | Categoría | Resultado |
| ---- | ---------------- | --------- | --------- |
| 2015 | Los Años Dorados | Medalla   | Ganadora  |

| 2015 | Copihue de Oro   |                          |                         |          |
| 2015 | Copihue de Oro   | Mejor serie o teleserie  | Mejor serie o teleserie | Nominada |
| 2016 | Premios Caleuche |                          |                         |          |
| 2016 | Premios Caleuche | Mejor actriz protagónica | Carmen Barros           | Nominada |
| 2016 | Premios Caleuche | Mejor actriz protagónica | Gloria Münchmeyer       | Nominada |